# Foyin
Foyin (kinesiska: 佛荫镇, 佛荫) är en köping i Kina. Den ligger i provinsen Sichuan, i den sydvästra delen av landet, omkring 260 kilometer sydost om provinshuvudstaden Chengdu. Antalet invånare är 25 967. Befolkningen består av 12 836 kvinnor och 13 131 män. Barn under 15 år utgör 24,0 %, vuxna 15-64 år 59 %, och äldre över 65 år 15,0 %.
Genomsnittlig årsnederbörd är 1 491 millimeter. Den regnigaste månaden är september, med i genomsnitt 291 mm nederbörd, och den torraste är december, med 27 mm nederbörd.